# Dicentra pauciflora
Dicentra pauciflora là một loài thực vật có hoa trong họ Anh túc. Loài này được S.Watson mô tả khoa học đầu tiên năm 1880.